# Васисское сельское поселение
Васисское се́льское поселе́ние — муниципальное образование в Тарском районе Омской области Российской Федерации.
Административный центр — село Васисс.

## История
Статус и границы сельского поселения установлены Законом Омской области от 30 июля 2004 года № 548-ОЗ «О границах и статусе муниципальных образований Омской области»

## Население
| 2010 | 2011 | 2012 | 2013 | 2014 | 2015 | 2016 |
| ---- | ---- | ---- | ---- | ---- | ---- | ---- |
| 618  | ↘616 | ↘598 | ↘566 | ↘549 | ↘537 | ↘506 |
| 2017 | 2018 | 2019 | 2020 | 2021 | 2023 |      |
| ↘488 | ↘476 | ↘464 | ↘447 | ↘367 | ↘333 |      |

## Состав сельского поселения
| № | Населённый пункт | Тип населённого пункта       | Население |
| - | ---------------- | ---------------------------- | --------- |
| 1 | Васисс           | село, административный центр | ↘360      |
| 2 | Киксы            | деревня                      | ↘44       |
| 3 | Михайловка       | село                         | ↘214      |